# Rune (rivista)
Rune è stata la prima rivista pubblicata in Italia interamente dedicata ai gioco di ruolo e al fantasy a essere distribuita in edicola (Crom, edizione in rivista dell'omonima fanzine diretta da Roberto Di Meglio, è stata la prima rivista italiana di giochi di ruolo in assoluto).

## Storia
Creata nel 1988 dall'iniziativa di un gruppo di giovanissimi appassionati (Dante Bianchi, Danilo Moretti, Ciro Alessandro Sacco e Pierandrea Saraco ai quali si aggiungeranno poi Eric Di Donfrancesco e Giancarlo dell'Aquila) come fanzine dell'associazione ludica Lords of Dragons, pubblicò otto numeri in versione amatoriale e al suo interno apparve anche Kabal, il primo gioco di ruolo horror in lingua italiana.
Nel 1990 Rune si trasformò in una vera e propria rivista cartacea bimestrale, per iniziativa della Sintagma Editrice, azienda torinese operante nel settore dei giornali e dell'editoria libraria, e si diffuse nelle edicole e nei negozi specializzati, con una tiratura di 8 000 copie, per l'epoca un vero record. La rivista aveva 64/80 pagine in bianco e nero. Ogni numero presentava dossier approfonditi su Dungeons & Dragons, articoli tecnici sul gioco di ruolo, scenari originali, mappe, recensioni.
Mantenendosi sempre aderente ai temi del gioco di ruolo e del fantasy, pur con i cambi di redazione, direzione (fino al numero 5 Ciro Alessandro Sacco e Danilo Moretti) dal numero 7 Francesco Rivoira mentre Marco Civra fu editore e direttore responsabile fino al numero 9), la rivista contribuì alla diffusione della cultura del gioco di ruolo in Italia, pubblicando recensioni e anticipando novità, sempre mantenendo un'assoluta neutralità rispetto ai grandi colossi del mercato, acquisendo in tal modo autorevolezza crescente.
Dopo nove numeri, la casa editrice si disimpegnò dal progetto e la rivista fu rilevata dalla redazione (diretta da Francesco Rivoira e Gianfranco Ressa, poi dal solo Francesco Rivoira che ne divenne anche editore), proseguendo, con alterne fortune, anche a causa del cambiamento di formula, per altri quattro numeri, cessando definitivamente le pubblicazioni nel 1996 con l'uscita del numero 13. Buona parte dei redattori passati della rivista avviò la collaborazione con altre testate (ad esempio Kaos e The Unicorn) o tentando il lancio di nuovi progetti (Valinor) che ne risultarono consistentemente arricchite ereditando anche una parte importante del parco lettori della rivista
Rimasta per alcuni anni il riferimento pressoché assoluto del settore, ancora oggi la raccolta della rivista, specialmente dei primi numeri, rappresenta una fonte ricercata dai cultori di gioco, con un proprio mercato dell'usato.
| Controllo di autorità | VIAF (EN) 258512056 |